# Пајнери (Колорадо)
Пајнери (енгл. The Pinery) насељено је место без административног статуса у америчкој савезној држави Колорадо.

## Демографија
По попису из 2010. године број становника је 10.517, што је 3.264 (45,0%) становника више него 2000. године.
| Група             | 2000.         | 2010.         |
| Белци             | 6.843 (94,3%) | 9.380 (89,2%) |
| Афроамериканци    | 25 (0,3%)     | 148 (1,4%)    |
| Азијати           | 68 (0,9%)     | 190 (1,8%)    |
| Хиспаноамериканци | 228 (3,1%)    | 545 (5,2%)    |
| Укупно            | 7.253         | 10.517        |